# Ath Eurvah
 (janvier 2011).
Si vous disposez d'ouvrages ou d'articles de référence ou si vous connaissez des sites web de qualité traitant du thème abordé ici, merci de compléter l'article en donnant les références utiles à sa vérifiabilité et en les liant à la section « Notes et références ».
Ath Eurvah (At Urbaḥ) est un village de la commune d'Iboudraren, daïra de Beni Yenni, situé dans la wilaya de Tizi Ouzou, à une trentaine de kilomètres au sud-est de Tizi Ouzou, sur les hauteurs de la Grande Kabylie.

## Localisation
Ath Eurvah est perché sur une colline à 850 mètres d'altitude. Le village est délimité :
- au nord, par Ath-Yenni ;
- à l'est, par At Menguellat ;
- au sud, par Tassaft Ouguemoun et Ath-Boudrar (village de la commune d'Iboudraren, dominés par le massif du Djurdjura ;
- à l'ouest, par Ath Ouacifs.

## Histoire
Le village est mitoyen du village de Tassaft Ouguemoun occupant tous les deux une place géostratégique importante dans la région. Ils ont été choisis durant la guerre d'Algérie (1954-1962) pour être le siège d'une Section Administrative Spéciale (S.A.S) et d'une caserne de gendarmerie ayant abrité des militaires. Il y avait même une piste d'atterrissage pour hélicoptères, sise à Thighilt Ath Ouahioune (l'actuel carré des martyrs) situé entre les deux villages[réf. nécessaire].

## Population
La population du village est d'environ 1 000 habitants[réf. nécessaire].

## Économie
La route nationale n°30, qui relie Tizi-Ouzou à Bouira, passe par le village. L'ouverture de cette route a permis au village de connaitre son extension et son développement. De nouvelles habitations se sont construites aux abords de cette route, ce qui a favorisé l’émergence d’une certaine activité économique, notamment par l’ouverture de différents commerces (alimentation générale, cafés, kiosques multiservices, cybercafés, serrurerie, boucherie, etc.).